# Tottenham Hotspur Football Club 2016-2017
Questa voce raccoglie le informazioni riguardanti il Tottenham Hotspur Football Club nelle competizioni ufficiali della stagione 2016-2017.

## Stagione

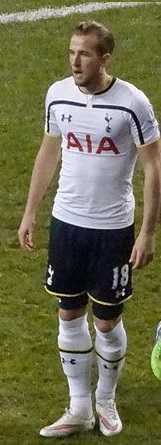
Harry Kane si laurea miglior capocannoniere della Premier League per la seconda stagione consecutiva

La stagione 2016-2017 per il Tottenham Hotspur comincia con 3 grossi colpi di mercato: il primo è Victor Wanyama, trasferitosi dal Southampton, il secondo è l'attaccante dell'AZ Alkmaar Vincent Janssen, mentre il terzo, che è anche il più costoso della stagione, è quello di Moussa Sissoko, dal Newcastle United. Ad abbandonare la squadra invece i più importanti sono Chadli e Mason.
Come torneo pre-stagione la squadra partecipa alla International Champions Cup, ma non va molto bene, infatti perde tutte le partite e viene subito eliminata.
In campionato invece va molto meglio, iniziando con una serie di 12 risultati positivi 24 punti, e l'imbattibilità fino alla 13ª giornata, quando cade allo Stamford Bridge con il Chelsea per 2-1. La giornata dopo arriva anche un'incredibile 5-0 contro lo Swansea City. Alla 26ª giornata raggiunge il 2º posto, che non lascerà più fino alla fine del campionato, chiudendo con ben 86 punti e una lunghissima striscia di 9 vittorie dall'11 febbraio al 5 maggio 2017, prima della caduta contro il West Ham. Il 14 maggio gli Spurs tornano alla vittoria (2-1 al Manchester United di Mourinho) e chiudono il campionato con due goleade: al 6-1 in casa dei campioni in carica del Leicester (con poker di Kane) segue il 7-1 rifilato al già retrocesso Hull City all'ultima giornata. La stagione si conclude al secondo posto, miglior piazzamento nell'era Premier League, alle spalle del solo Chelsea di Conte.

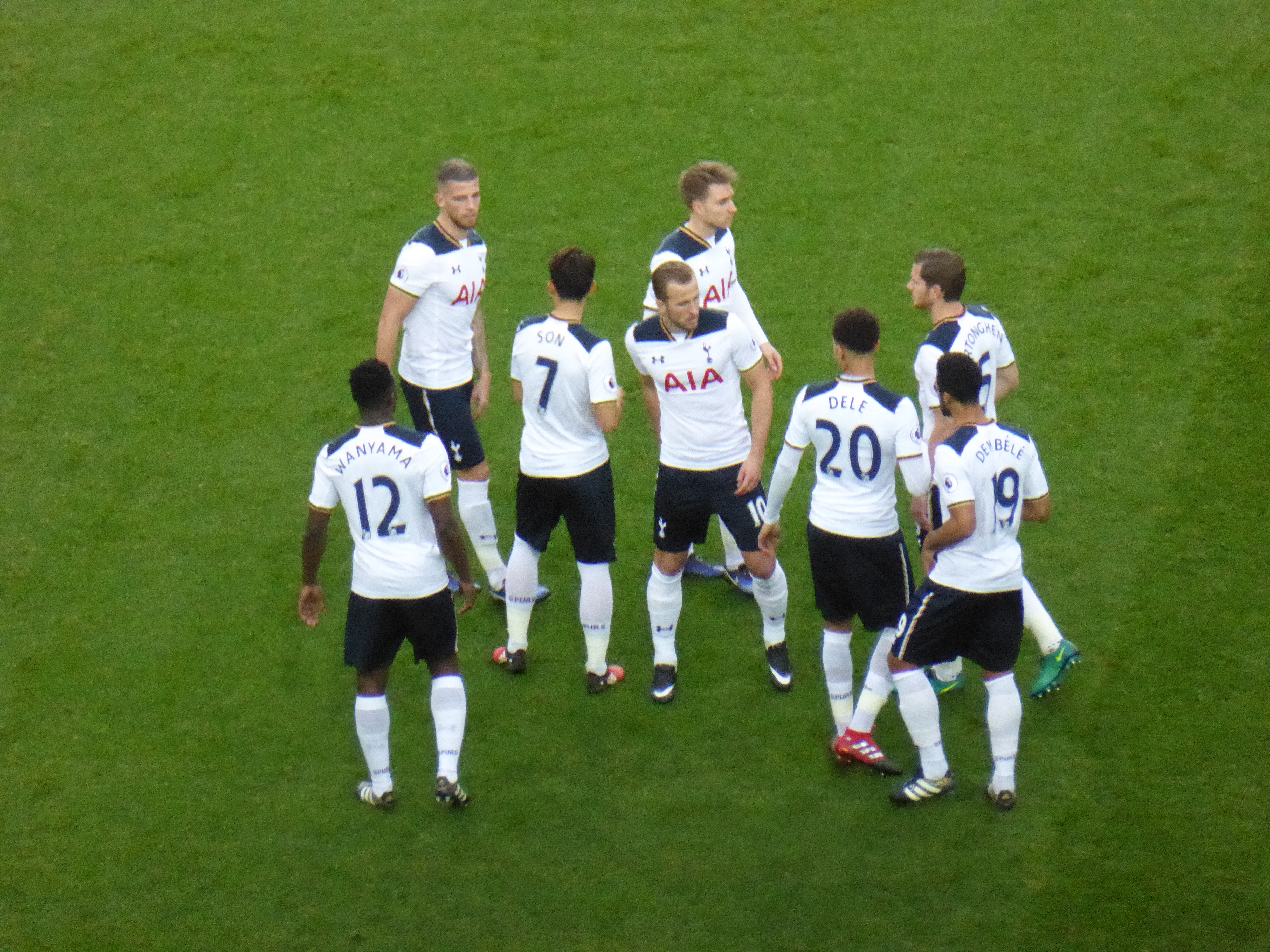
I giocatori del Tottenham durante la partita contro il Manchester United nel dicembre 2016

In FA Cup riesce a sbarazzarsi di tutti gli avversari che si trovavano davanti fino alle semifinali, quando perde 4-2 con il Chelsea.
In Coppa di Lega arriva solamente al quarto round, perdendo 2-1 contro il Liverpool.
In Champions League arriva terzo nel suo girone, qualificandosi per i sedicesimi in Europa League, ma venendo immediatamente eliminato dal Gent.

## Maglie e sponsor
Lo sponsor tecnico per questa stagione è Under Armour, mentre lo sponsor ufficiale (sia in campionato che nelle competizioni internazionali) è AIA.
Le magliette per questa stagione sono molto diverse da quelle della scorsa stagione: la maglia di casa perde la fascia blu, "trasferendo" quel blu sulle spalle, mentre ai pantaloncini e al colletto si aggiunge una fascia gialla. La seconda maglia cambia completamente: diventa blu scura con delle fasce gialle sulle maniche, sul colletto e sui pantaloncini. Anche la Terza Maglia cambia completamente: diventa gialla con delle sottili strisce blu.
| Casa | Trasferta | Terza Divisa |

## Organigramma societario
Area Direttiva:
- Presidente: Daniel Levy
- Direttore Finanziario: Matthew Collecot
- Altri Direttori Esecutivi: Donna-Maria Cullen, Darren Eales
- Altri Direttori non esecutivi: Sir Keith Mills, Kevan Watts, Ron Robson

Area Tecnica:
- Manager: Mauricio Pochettino
- Assistente Manager: Jesus Perez
- Allenatore Prima Squadra: Miguel D'Agostino
- Allenatore dei Portieri: Toni Jimenez
- Responsabile di Scienze Sportive, Fitness e Condizione degli atleti: Nathan Gardiner
- Coordinatore Tecnico Internazionale: Steffen Freund
- Capo del Reclutamento: Steve Hitchen

## Rosa
| N. |                        | Ruolo | Calciatore                     |
| -- | ---------------------- | ----- | ------------------------------ |
| 1  | Francia (bandiera)     | P     | Hugo Lloris (capitano)         |
| 13 | Paesi Bassi (bandiera) | P     | Michel Vorm                    |
| 30 | Spagna (bandiera)      | P     | Pau López                      |
| 2  | Inghilterra (bandiera) | D     | Kyle Walker                    |
| 3  | Inghilterra (bandiera) | D     | Danny Rose                     |
| 4  | Belgio (bandiera)      | D     | Toby Alderweireld              |
| 5  | Belgio (bandiera)      | D     | Jan Vertonghen (vice capitano) |
| 16 | Inghilterra (bandiera) | D     | Kieran Trippier                |
| 27 | Austria (bandiera)     | D     | Kevin Wimmer                   |
| 33 | Galles (bandiera)      | D     | Ben Davies                     |
| 38 | Stati Uniti (bandiera) | D     | Cameron Carter-Vickers         |
| 11 | Argentina (bandiera)   | C     | Erik Lamela                    |

| N. |                          | Ruolo | Calciatore                 |
| -- | ------------------------ | ----- | -------------------------- |
| 12 | Kenya (bandiera)         | C     | Victor Wanyama             |
| 14 | Francia (bandiera)       | C     | Georges-Kévin N'Koudou     |
| 15 | Inghilterra (bandiera)   | C     | Eric Dier                  |
| 17 | Francia (bandiera)       | C     | Moussa Sissoko             |
| 19 | Belgio (bandiera)        | C     | Moussa Dembélé             |
| 20 | Inghilterra (bandiera)   | C     | Dele Alli                  |
| 23 | Danimarca (bandiera)     | C     | Christian Eriksen          |
| 25 | Inghilterra (bandiera)   | C     | Josh Onomah                |
| 29 | Inghilterra (bandiera)   | C     | Harry Winks                |
| 7  | Corea del Sud (bandiera) | A     | Son Heung-Min              |
| 9  | Paesi Bassi (bandiera)   | A     | Vincent Janssen            |
| 10 | Inghilterra (bandiera)   | A     | Harry Kane (vice-capitano) |

## Risultati

### Premier League

#### Girone di andata
| Arbitro: | Martin Atkinson |

|            |           |            |
| Barkley 5’ | Marcatori | 59’ Lamela |

| Arbitro: | Michael Oliver |

|             |           |  |
| Wanyama 82’ | Marcatori |  |

| Arbitro: | Bobby Madley |

|          |           |                   |
| Rose 72’ | Marcatori | 43’ (rig.) Milner |

| Arbitro: | Anthony Taylor |

|  |           |                                |
|  | Marcatori | 40’, 56’ Son 59’ Alli 70’ Kane |

| Arbitro: | Mike Dean |

|          |           |  |
| Kane 59’ | Marcatori |  |

| Arbitro: | Graham Scott |

|            |           |             |
| Gibson 65’ | Marcatori | 7’, 23’ Son |

| Arbitro: | Andre Marriner |

|                            |           |  |
| Kolarov 9’ (aut.) Alli 37’ | Marcatori |  |

| Arbitro: | Kevin Friend |

|            |           |          |
| Chadli 82’ | Marcatori | 89’ Alli |

| Bournemouth 22 ottobre 2016, ore 12:30 BST 9ª giornata | Bournemouth  | 0 – 0 referto | Tottenham | Dean Court (11.201 spett.)\| Arbitro: \| Craig Pawson \| |
| Arbitro:                                               | Craig Pawson |               |           |                                                          |

| Arbitro: | Bobby Madley |

|                    |           |          |
| Janssen 44’ (rig.) | Marcatori | 48’ Musa |

| Arbitro: | Mark Clattenburg |

|                   |           |                 |
| Wimmer 42’ (aut.) | Marcatori | 51’ (rig.) Kane |

| Arbitro: | Mike Dean |

|                                  |           |                                |
| Winks 51’ Kane 89’, 90+1’ (rig.) | Marcatori | 24’ Antonio 68’ (rig.) Lanzini |

| Arbitro: | Michael Oliver |

|                     |           |             |
| Pedro 45’ Moses 51’ | Marcatori | 11’ Eriksen |

| Arbitro: | Jonathan Moss |

|                                                   |           |  |
| Kane 39’ (rig.), 49’ Son 45+1’ Eriksen 70’, 90+2’ | Marcatori |  |

| Arbitro: | Bobby Madley |

|                |           |  |
| Mkhitaryan 29’ | Marcatori |  |

| Arbitro: | Andre Marriner |

|                              |           |  |
| Eriksen 14’, 63’ Wanyama 73’ | Marcatori |  |

| Arbitro: | Kevin Friend |

|                   |           |            |
| Alli 27’ Rose 71’ | Marcatori | 21’ Barnes |

| Arbitro: | Mike Dean |

|             |           |                                |
| Van Dijk 2’ | Marcatori | 19’, 87’ Alli 52’ Kane 85’ Son |

| Arbitro: | Michael Oliver |

|              |           |                             |
| Kaboul 90+1’ | Marcatori | 27’, 33’ Kane 41’, 46’ Alli |

#### Girone di ritorno
| Arbitro: | Martin Atkinson |

|                 |           |  |
| Alli 45+1’, 54’ | Marcatori |  |

| Arbitro: | Anthony Taylor |

|                                       |           |  |
| Kane 12’, 77’, 82’ McAuley 26’ (aut.) | Marcatori |  |

| Arbitro: | Andre Marriner |

|                        |           |                  |
| Sané 49’ De Bruyne 54’ | Marcatori | 58’ Alli 77’ Son |

| Sunderland 31 gennaio 2017, ore 19:45 GMT 23ª giornata | Sunderland | 0 – 0 referto | Tottenham | Stadium of Light (40.058 spett.)\| Arbitro: \| Lee Mason \| |
| Arbitro:                                               | Lee Mason  |               |           |                                                             |

| Arbitro: | Mark Clattenburg |

|                 |           |  |
| Kane 58’ (rig.) | Marcatori |  |

| Arbitro: | Anthony Taylor |

|               |           |  |
| Mané 16’, 18’ | Marcatori |  |

| Arbitro: | Jonathan Moss |

|                               |           |  |
| Kane 14’, 32’, 37’ Alli 45+1’ | Marcatori |  |

| Arbitro: | Michael Oliver |

|                          |           |                           |
| Kane 20’, 56’ Alli 90+2’ | Marcatori | 81’ Lukaku 90+3’ Valencia |

| Arbitro: | Andre Marriner |

|                             |           |                 |
| Eriksen 14’ Alli 33’ (rig.) | Marcatori | 52’ Ward-Prowse |

| Arbitro: | Stuart Attwell |

|  |           |                  |
|  | Marcatori | 66’ Dier 77’ Son |

| Arbitro: | Jonathan Moss |

|               |           |                                  |
| Routledge 11’ | Marcatori | 88’ Alli 90+1’ Son 90+4’ Eriksen |

| Arbitro: | Anthony Taylor |

|                                |           |  |
| Alli 33’ Dier 39’ Son 44’, 54’ | Marcatori |  |

| Arbitro: | Michael Oliver |

|                                            |           |  |
| Dembélé 16’ Son 19’ Kane 48’ Janssen 90+2’ | Marcatori |  |

| Arbitro: | Jonathan Moss |

|  |           |             |
|  | Marcatori | 78’ Eriksen |

| Arbitro: | Michael Oliver |

|                          |           |  |
| Alli 55’ Kane 58’ (rig.) | Marcatori |  |

| Arbitro: | Anthony Taylor |

|             |           |  |
| Lanzini 65’ | Marcatori |  |

| Arbitro: | Jonathan Moss |

|                     |           |            |
| Wanyama 6’ Kane 48’ | Marcatori | 71’ Rooney |

| Arbitro: | Michael Oliver |

|              |           |                                              |
| Chilwell 59’ | Marcatori | 25’, 63’, 88’, 90+2’ Harry Kane 36’, 71’ Son |

| Arbitro: | Andre Marriner |

|            |           |                                                                       |
| Clucas 66’ | Marcatori | 11’, 13’, 72’ Kane 45+2’ Alli 69’ Wanyama 84’ Davies 87’ Alderweireld |

### Coppa d'Inghilterra
| Arbitro: | Mike Dean |

|                    |           |  |
| Davies 71’ Son 80’ | Marcatori |  |

| Arbitro: | Roger East |

|                                            |           |                                    |
| Son 60’, 90+7’ Janssen 64’ (rig.) Alli 89’ | Marcatori | 23’, 36’ (rig.) Hayes 83’ Thompson |

| Arbitro: | Bobby Madley |

|  |           |                    |
|  | Marcatori | 16’, 51’, 73’ Kane |

| Arbitro: | Martin Atkinson |

|                                                      |           |  |
| Eriksen 31’ Son 41’, 54’, 90+2’ Alli 72’ Janssen 79’ | Marcatori |  |

| Arbitro: | Martin Atkinson |

|                                             |           |                   |
| Willian 5’, 43’ (rig.) Hazard 75’ Matić 80’ | Marcatori | 18’ Kane 52’ Alli |

### Coppa di Lega inglese
| Arbitro: | David Coote |

|                                                           |           |  |
| Eriksen 31’, 48’ Onomah 65’ Janssen 51’ (rig.) Lamela 68’ | Marcatori |  |

| Arbitro: | Jonathan Moss |

|                   |           |                    |
| Sturridge 9’, 64’ | Marcatori | 76’ (rig.) Janssen |

### UEFA Champions League

#### Fase a gironi

##### Gruppo E
| Squadra          | Pt | G | V | N | P | GF | GS | DG |
| ---------------- | -- | - | - | - | - | -- | -- | -- |
| Monaco           | 11 | 6 | 3 | 2 | 1 | 9  | 7  | +2 |
| Bayer Leverkusen | 10 | 6 | 2 | 4 | 0 | 8  | 4  | +4 |
| Tottenham        | 7  | 6 | 2 | 1 | 3 | 6  | 6  | 0  |
| CSKA Mosca       | 3  | 6 | 0 | 3 | 3 | 5  | 11 | -6 |

- Monaco e  Bayer Leverkusen agli ottavi di finale
- Tottenham ai sedicesimi di Europa League

| Arbitro: | Gianluca Rocchi |

|                  |           |                     |
| Alderweireld 45’ | Marcatori | 15’ Silva 31’ Lemar |

| Arbitro: | Antonio Mateu Lahoz |

|  |           |         |
|  | Marcatori | 71’ Son |

| Leverkusen 18 ottobre 2016, ore 20:45 CEST 3ª giornata | Bayer Leverkusen | 0 – 0 referto | Tottenham | BayArena (28 887 spett.)\| Arbitro: \| Cüneyt Çakır \| |
| Arbitro:                                               | Cüneyt Çakır     |               |           |                                                        |

| Arbitro: | Jonas Eriksson |

|  |           |           |
|  | Marcatori | 65’ Kampl |

| Arbitro: | Björn Kuipers |

|                      |           |                 |
| Sidibé 48’ Lemar 53’ | Marcatori | 52’ (rig.) Kane |

| Arbitro: | Nicola Rizzoli |

|                                         |           |             |
| Alli 38’ Kane 45+1’ Akinfeev 77’ (aut.) | Marcatori | 33’ Dzagoev |

### UEFA Europa League

#### Fase a eliminazione diretta

##### Sedicesimi di finale
| Arbitro: | Benoît Bastien |

|            |           |  |
| Perbet 59’ | Marcatori |  |

| Arbitro: | Manuel de Sousa |

|                         |           |                            |
| Eriksen 10’ Wanyama 61’ | Marcatori | 20’ (aut.) Kane 82’ Perbet |

## Statistiche

### Statistiche di squadra
| Competizione     | Punti | In casa | In casa | In casa | In casa | In casa | In casa | In trasferta | In trasferta | In trasferta | In trasferta | In trasferta | In trasferta | Totale | Totale | Totale | Totale | Totale | Totale | DR |
| Competizione     | Punti | G       | V       | N       | P       | Gf      | Gs      | G            | V            | N            | P            | Gf           | Gs           | G      | V      | N      | P      | Gf     | Gs     | DR |
| ---------------- | ----- | ------- | ------- | ------- | ------- | ------- | ------- | ------------ | ------------ | ------------ | ------------ | ------------ | ------------ | ------ | ------ | ------ | ------ | ------ | ------ | -- |
| Premier League   | 86    | 19      | 17      | 2       | 0       | 47      | 9       | 19           | 9            | 6            | 4            | 39           | 17           | 38     | 26     | 8      | 4      | 86     | 26     | 60 |
| FA Cup           | -     | 3       | 3       | 0       | 0       | 12      | 3       | 2            | 1            | 0            | 1            | 5            | 4            | 5      | 4      | 0      | 1      | 17     | 7      | 10 |
| League Cup       | -     | 1       | 1       | 0       | 0       | 5       | 0       | 1            | 0            | 0            | 1            | 1            | 2            | 2      | 1      | 0      | 1      | 6      | 2      | 4  |
| Champions League | 7     | 3       | 1       | 0       | 2       | 4       | 4       | 3            | 1            | 1            | 1            | 2            | 2            | 6      | 2      | 1      | 3      | 6      | 6      | 0  |
| Europa League    | -     | 1       | 0       | 1       | 0       | 2       | 2       | 1            | 0            | 0            | 1            | 0            | 1            | 2      | 0      | 1      | 1      | 2      | 3      | -1 |
| Totale           | 93    | 27      | 22      | 3       | 2       | 70      | 18      | 5            | 5            | 0            | 0            | 47           | 26           | 53     | 33     | 10     | 10     | 117    | 44     | 73 |

### Andamento in campionato
| Giornata  | 1 | 2 | 3 | 4 | 5 | 6 | 7 | 8 | 9 | 10 | 11 | 12 | 13 | 14 | 15 | 16 | 17 | 18 | 19 | 20 | 21 | 22 | 23 | 24 | 25 | 26 | 27 | 28 | 29 | 30 | 31 | 32 | 33 | 34 | 35 | 36 | 37 | 38 |
| --------- | - | - | - | - | - | - | - | - | - | -- | -- | -- | -- | -- | -- | -- | -- | -- | -- | -- | -- | -- | -- | -- | -- | -- | -- | -- | -- | -- | -- | -- | -- | -- | -- | -- | -- | -- |
| Luogo     | T | C | C | T | C | T | C | T | T | C  | T  | C  | T  | C  | T  | C  | C  | T  | T  | C  | C  | T  | T  | C  | T  | C  | C  | C  | T  | T  | C  | C  | T  | C  | T  | C  | T  | T  |
| Risultato | N | V | N | V | V | V | V | N | N | N  | N  | V  | P  | V  | P  | V  | V  | V  | V  | V  | V  | N  | N  | V  | P  | V  | V  | V  | V  | V  | V  | V  | V  | V  | P  | V  | V  | V  |
| Posizione | 5 | 6 | 6 | 4 | 3 | 2 | 2 | 3 | 4 | 4  | 5  | 5  | 5  | 5  | 5  | 5  | 5  | 5  | 4  | 3  | 2  | 2  | 2  | 2  | 3  | 2  | 2  | 2  | 2  | 2  | 2  | 2  | 2  | 2  | 2  | 2  | 2  | 2  |

Legenda:

Luogo: C = Casa; T = Trasferta. Risultato: V = Vittoria; N = Pareggio; P = Sconfitta.

### Statistiche dei giocatori
In corsivo i giocatori che si sono trasferiti a stagione in corso.
| Giocatore         | Premier League | Premier League | Premier League | Premier League | FA Cup   | FA Cup | FA Cup      | FA Cup     | League Cup | League Cup | League Cup  | League Cup | Champions League | Champions League | Champions League | Champions League | Totale   | Totale | Totale      | Totale     |
| Giocatore         | Presenze       | Reti           | Ammonizioni    | Espulsioni     | Presenze | Reti   | Ammonizioni | Espulsioni | Presenze   | Reti       | Ammonizioni | Espulsioni | Presenze         | Reti             | Ammonizioni      | Espulsioni       | Presenze | Reti   | Ammonizioni | Espulsioni |
| ----------------- | -------------- | -------------- | -------------- | -------------- | -------- | ------ | ----------- | ---------- | ---------- | ---------- | ----------- | ---------- | ---------------- | ---------------- | ---------------- | ---------------- | -------- | ------ | ----------- | ---------- |
| H. Lloris         | 34             | -24            | 0              | 0              | 1        | -4     | 0           | 0          | 0          | -0         | 0           | 0          | 6                | -6               | 0                | 0                | 41       | -34    | 0           | 0          |
| M. Vorm           | 5              | -2             | 0              | 0              | 4        | -3     | 0           | 0          | 2          | -2         | 0           | 0          | 0                | -0               | 0                | 0                | 11       | -7     | 0           | 0          |
| K. Walker         | 33             | 0              | 8              | 0              | 1        | 0      | 0           | 0          | 0          | 0          | 0           | 0          | 3                | 0                | 0                | 0                | 37       | 0      | 8           | 0          |
| D. Rose           | 18             | 2              | 8              | 0              | 0        | 0      | 0           | 0          | 0          | 0          | 0           | 0          | 3                | 0                | 0                | 0                | 21       | 2      | 8           | 0          |
| T. Alderweireld   | 30             | 1              | 1              | 0              | 4        | 1      | 0           | 0          | 0          | 0          | 0           | 0          | 3                | 1                | 0                | 0                | 37       | 3      | 1           | 0          |
| J. Vertonghen     | 33             | 0              | 5              | 0              | 3        | 0      | 0           | 0          | 0          | 0          | 0           | 0          | 5                | 0                | 0                | 0                | 41       | 0      | 5           | 0          |
| K. Trippier       | 12             | 0              | 1              | 0              | 5        | 0      | 0           | 0          | 2          | 0          | 0           | 0          | 3                | 0                | 1                | 0                | 22       | 0      | 2           | 0          |
| K. Wimmer         | 5              | 0              | 3              | 0              | 2        | 0      | 0           | 0          | 2          | 0          | 1           | 0          | 1                | 0                | 0                | 0                | 10       | 0      | 4           | 0          |
| B. Davies         | 23             | 1              | 1              | 0              | 4        | 1      | 0           | 0          | 2          | 0          | 0           | 0          | 3                | 0                | 0                | 0                | 32       | 2      | 1           | 0          |
| C. Carter-Vickers | 0              | 0              | 0              | 0              | 2        | 0      | 0           | 0          | 2          | 0          | 0           | 0          | 0                | 0                | 0                | 0                | 4        | 0      | 0           | 0          |
| V. Wanyama        | 36             | 4              | 10             | 0              | 3        | 0      | 0           | 0          | 1          | 0          | 0           | 0          | 5                | 0                | 1                | 0                | 45       | 4      | 11          | 0          |
| E. Dier           | 36             | 2              | 6              | 0              | 4        | 0      | 0           | 0          | 1          | 0          | 0           | 0          | 5                | 0                | 1                | 0                | 46       | 2      | 7           | 0          |
| M. Sissoko        | 25             | 0              | 3              | 0              | 4        | 0      | 0           | 0          | 0          | 0          | 0           | 0          | 4                | 0                | 0                | 0                | 33       | 0      | 3           | 0          |
| M. Dembélé        | 30             | 1              | 5              | 0              | 3        | 0      | 0           | 0          | 0          | 0          | 0           | 0          | 4                | 0                | 1                | 0                | 37       | 1      | 6           | 0          |
| D. Alli           | 37             | 18             | 4              | 0              | 5        | 3      | 1           | 0          | 0          | 0          | 0           | 0          | 6                | 1                | 0                | 0                | 48       | 22     | 5           | 0          |
| C. Eriksen        | 36             | 8              | 0              | 0              | 3        | 1      | 0           | 0          | 1          | 2          | 0           | 0          | 6                | 0                | 0                | 0                | 46       | 11     | 0           | 0          |
| J. Onomah         | 5              | 0              | 0              | 0              | 3        | 0      | 0           | 0          | 2          | 1          | 0           | 0          | 2                | 0                | 0                | 0                | 12       | 1      | 0           | 0          |
| H. Winks          | 21             | 1              | 1              | 0              | 4        | 0      | 1           | 0          | 2          | 0          | 1           | 0          | 4                | 0                | 0                | 0                | 31       | 1      | 3           | 0          |
| F. Lesniak        | 1              | 0              | 0              | 0              | 0        | 0      | 0           | 0          | 0          | 0          | 0           | 0          | 0                | 0                | 0                | 0                | 1        | 0      | 0           | 0          |
| A. Walkers        | 0              | 0              | 0              | 0              | 0        | 0      | 0           | 0          | 1          | 0          | 0           | 0          | 0                | 0                | 0                | 0                | 1        | 0      | 0           | 0          |
| M. Edwards        | 0              | 0              | 0              | 0              | 0        | 0      | 0           | 0          | 1          | 0          | 0           | 0          | 0                | 0                | 0                | 0                | 1        | 0      | 0           | 0          |
| H. Son            | 34             | 14             | 2              | 0              | 5        | 6      | 0           | 0          | 0          | 0          | 0           | 0          | 6                | 1                | 0                | 0                | 45       | 21     | 2           | 0          |
| V. Janssen        | 27             | 2              | 0              | 0              | 3        | 2      | 1           | 0          | 2          | 2          | 0           | 0          | 5                | 0                | 0                | 0                | 37       | 6      | 1           | 0          |
| H. Kane           | 30             | 29             | 3              | 0              | 3        | 4      | 0           | 0          | 0          | 0          | 0           | 0          | 3                | 2                | 1                | 0                | 36       | 35     | 4           | 0          |
| E. Lamela         | 9              | 1              | 1              | 0              | 0        | 0      | 0           | 0          | 2          | 1          | 0           | 0          | 3                | 0                | 1                | 0                | 14       | 2      | 2           | 0          |
| G.-K. N'Koudou    | 8              | 0              | 0              | 0              | 3        | 0      | 0           | 0          | 2          | 0          | 0           | 0          | 3                | 0                | 0                | 0                | 16       | 0      | 0           | 0          |
| S. Harrison       | 0              | 0              | 0              | 0              | 0        | 0      | 0           | 0          | 1          | 0          | 0           | 0          | 0                | 0                | 0                | 0                | 1        | 0      | 0           | 0          |